# 丰年村街道
丰年村街道，是中华人民共和国天津市东丽区下辖的一个乡镇级行政单位。

## 行政区划
丰年村街道下辖以下地区：
丰年里社区、新泰道社区和丽新里社区。